# ریموند بر
ریموند ویلیام استیسی بِر (به انگلیسی: Raymond William Stacey Burr) (زاده ۲۱ مه ۱۹۱۷ – درگذشته ۱۲ سپتامبر ۱۹۹۳) بازیگر آمریکایی–کانادایی بود.
دوران اولیه بازیگری بور شامل نقش هایی در برادوی، رادیو، تلویزیون و فیلم بود که معمولاً در نقش شخصیت شرور بود. ایفای نقش او از قاتل مظنون در فیلم هیجان انگیز آلفرد هیچکاک، پنجره عقب (1954) شناخته شده ترین نقش او در فیلم است، اگرچه او همچنین به خاطر بازی در فیلم گودزیلا، پادشاه هیولاها در سال 1956، که در سال 1985 تکرار کرد، در خاطره ها مانده است .  او در سالهای 1959 و 1961 برای بازی در نقش پری میسون، که به مدت 9 فصل (1957-1966) بازی کرد و در مجموعه ای از 26 فیلم تلویزیونی پری میسون (1985-1993) تکرار کرد، جوایز امی را برای بازیگری دریافت کرد. دومین سریال تلویزیونی او، آیرونساید، شش نامزدی امی و دو نامزدی گلدن گلوب را برای او به ارمغان آورد.
بور در سال 1993 بر اثر سرطان درگذشت،  او در سال 1996 توسط مجله TV Guide در رتبه 44 از 50 ستاره برتر تلویزیونی تمام دوران قرار گرفت.

## بخشی از فیلم‌شناسی
- آیرونساید (مجموعه تلویزیونی)
- جادوی سیاه (۱۹۴۹)
- عاشق‌پیشه (۱۹۴۹)
- ام (۱۹۵۱)
- مکانی در آفتاب (۱۹۵۱)
- نیومکزیکو (۱۹۵۱)
- بلو گاردنیا (۱۹۵۳)
- پنجره پشتی (۱۹۵۴)
- گودزیلا، پادشاه هیولاها! (۱۹۵۶)
- شاید فردایی در کار نباشد (۱۹۷۸)
- گودزیلا ۱۹۸۵ (۱۹۸۵)